# 高峯
高峯（たかみね）は、茨城県桜川市・栃木県芳賀郡茂木町に位置する標高519.6メートルの山。別称は竜神山。

## 概要
雨巻山、仏頂山、鶏足山から八溝山へ続く山地の峰の1つ。山桜の名所であり、毎年春には林道を車両通行止めとし、桜を見る歩行者で溢れている。
展望地点が数多く設けられており、標高もあるため景色は良い。山頂付近のパラグライダー跡地は芝生広場となっている。